# Blasphemous Rumours/Somebody
"Blasphemous Rumours"/"Somebody" är två låtar av den brittiska gruppen Depeche Mode. Det är gruppens tolfte singel och första dubbla A-sidesingel. Singeln släpptes den 29 oktober 1984 och nådde som bäst 16:e plats på den brittiska singellistan. Bägge låtarna återfinns på albumet Some Great Reward.
"Somebody" är den första singeln med Martin Gore på sång. De andra två är "A Question of Lust" och "Home".

## Utgåvor och låtförteckning
Samtliga sånger är komponerade av Martin Gore, förutom "Ice Machine" av Vince Clarke och "Two Minute Warning" av Alan Wilder.

### 7": Mute / 7Bong7 (UK)
1. "Blasphemous Rumours" – 5:06
2. "Somebody (Remix)" – 4:19

### 7" EP: Mute / 7Bong7E (UK)
1. "Blasphemous Rumours" – 5:06
2. "Told You So (Live)" - 4:56
3. "Somebody (Remix)" – 4:19
4. "Everything Counts (Live)" - 5:53

### 12": Mute / 12Bong7 (UK)
1. "Blasphemous Rumours" – 6:20
2. "Somebody (Live)" – 4:26
3. "Two Minute Warning (Live)" – 4:36
4. "Ice Machine (Live)" – 3:45
5. "Everything Counts (Live)" – 5:53

### CD: Mute / CDBong7 (UK)
1. "Blasphemous Rumours" – 6:20
2. "Told You So (Live)" – 4:56
3. "Somebody (Remix)" – 4:19
4. "Everything Counts (Live)" – 5:53

Samtliga livespår spelades in på Empire Theatre i Liverpool den 29 september 1984.